# The Rats of Tobruk

The Rats of Tobruk est un film de guerre australien de Charles Chauvel sorti en 1944. Il suit trois amis engagés dans l'armée australienne durant la Seconde Guerre mondiale. Leur histoire est basée sur le siège de Tobrouk (en Libye) par Afrika Korps d'Erwin Rommel en 1941. La garnison défendit la ville pendant 250 jours avant d'être dégagée par les britanniques. Les forces australiennes, qui en constituaient la majeure partie, y gagnèrent le surnom de Rats de Tobrouk.
Le film fut tourné en Australie et en Papouasie-Nouvelle-Guinée ; il réutilise quelques images documentaires tournées sur le front.

## Synopsis
En 1939, trois amis conduisent du bétail en Australie et lorsque a guerre éclate, les trois hommes s'engagent dans l'armée australienne et sont affectés à la 9e division avant de rejoindre de l'Afrique du Nord et participeront à la Bataille de Tobrouk.

## Fiche technique
- Réalisateur : Charles Chauvel
- Producteurs : Charles Chauvel et Charles Munro
- Scénaristes : Charles et Elsa Chauvel, Maxwell Dunn
- Acteurs principaux :
  - Grant Taylor
  - Peter Finch
  - Chips Rafferty
  - Pauline Garrick
- Musique : Lindley Evans
- Photographie : George Heath
- Montage : Gus Lowry
- Date de sortie : 7 décembre 1944 (Australie)
- Durée : 68 min.